# Törvényhatóság
A törvényhatóságok a kétszintű helyi önkormányzati rendszer felső szintjét képező, területi alapon szervezett közjogi testületek voltak Magyarországon 1950-ig. A törvényhatóságok létrehozása és megszüntetése törvényhozási hatáskör volt. 1876 előtt sokféle típusuk létezett, legfontosabbak a vármegyék és a szabad királyi városok, de az ország különböző részein számos sajátos szabadságokkal rendelkező terület is kialakult, mint vidékek, székek, kerületek stb. 1876-tól viszont a törvényhatóságoknak csupán négy típusa volt: a vármegyék, a törvényhatósági jogú városok, Budapest főváros és (1918-ig) a speciális jogállású Fiume város és kerülete.
A törvényhatósági rendszer a magyar történelemnek eredeti és sajátos fejleménye, melynek évszázadokon keresztül komoly szerepe volt az állami lét fenntartásában.
A törvényhatóság hatásköre 1870 előtt nemcsak közigazgatási volt, hanem a törvényhozásra is közvetlen befolyást gyakorolt országgyűlési követei útján, emellett az első fokú büntető és polgári bírói hatalmat is gyakorolta. 1870 és 1950 között viszont majdnem kizárólag a szorosan vett közigazgatás területére szorítkozott és az alábbi három fő területre terjedt ki:
- az önkormányzat, vagyis a saját ügyek elintézésének joga,
- az államigazgatás közvetítése, vagyis az állam közigazgatási feladatainak ellátása a törvényhatóság szervei által, továbbá
- az úgynevezett politikai hatáskör, melynél fogva a törvényhatóság bármely közérdekű és országos ügyekkel is foglalkozhatott, véleményét kifejezhette, azt más törvényhatóságokkal és a kormánnyal közölhette és kérvény alakjában az Országgyűlés bármelyik házához közvetlenül felterjeszthette.

A törvényhatóságok az ország nem önkormányzati közigazgatási beosztásának területi alapját is képezték, a speciális igazgatási ágak, mint a pénzügyi, bírósági területi beosztások is nagyjából ehhez igazodtak.

## A törvényhatóságok szabályozása 1848-ban
Az 1848. XVI. t.-c. a vármegyei szerkezetnek mint az alkotmányosság védbástyájának a közszabadsággal összhangzásba hozatala, egyszersmind pedig a közigazgatásnak időközben is minden megakadástól megóvása érdekében, a minisztériumot arra utasította, hogy a vármegyei szerkezetnek népképviselet alapján rendezéséről a legközelebbi országgyűlés elé törvényjavaslatot terjesszen és ennek megtörténtéig a vármegyei hatóság gyakorlatát ideiglenesen szabályozta.

## Az 1870. évi szabályozás
A közbejött események folytán a kormány az ebben a törvénycikkben nyert utasításnak csakis 1870-ben tehetett eleget, amikor az 1870. XLII. t.-c  az első részletes szervezés munkáját teljesítette, amelyen az 1874. XXXIX. t.-c  csak annyiban módosított, amennyiben megengedte, hogy a vármegye főispánja, székely székek, kerületek és vidékek főkirálybírája vagy főkapitánya egyszersmind szabad királyi városok vagy törvényhatósági joggal felruházott városok főispánja, illetőleg kerületi grófja is lehet.

## Törvényhatóságok 1870 és 1876 között
Az 1870. évi XLII. törvénycikk nem hozott változást az ország közigazgatási területi beosztásában, csupán egységes jogállást és szervezetet állapított meg a korábban rendkívül sokféle közigazgatási egység számára. A hagyományokra azonban tekintettel volt az elnevezéseknél és az egyes tisztségek (például főispán, kerületi gróf stb.) megnevezésénél.
A törvényhatóságok típusai az alábbiak voltak:
- vármegyék
- székely székek
- kerületek (Jászkun, Hajdu és a Nagykikindai)
- vidékek (Kővár, Fogaras és Naszód)
- szepesi XVI város kerülete
- szabad királyi városok
- törvényhatósági joggal felruházott városok

## A vármegyerendszer teljeskörűvé válása 1876 után
Időközben, jelesül az 1876. XX. t.-ckkel  Archiválva 2015. február 9-i dátummal a Wayback Machine-ben nagyobb számu szab. kir., illetőleg törvényhatósági joggal felruházott városok mint önálló törvényhatóságok megszüntettek s azokba a vármegyékbe bekebeleztettek, amelyeknek területén feküsznek; az 1876. XXXIII. , valamint az azt kiegészítő 1877. I.  törvénycikkek több törvényhatóságnak területét szabályozták. Ez, valamint a közigazgatás szervezetében időközben behozott több változás, a törvényhatóságok új szervezését tette szükségessé.

## Az 1886. évi változás
E szükségnek megfelelt az 1886. XXI. t.-c. amely az 1892. XXVI. t.-cikkel eszközölt csekély módosítással kialakította a törvényhatóságok szervezetét.
E törvény értelmében törvényhatóságok:
- a vármegyék (vármegyei törvényhatóságok),
- törvényhatósági joggal felruházott városok (városi törvényhatóságok),
- Budapest székes főváros, amelynek a többi törvényhatóságokétól eltérő szervezetét az 1872. XXXVI. t.-c. szabályozza,
- Fiume városa és kerülete (Fiume áll: a városból és Plasse, Cosala és Drenova alközségekből), amelynek ügyei hasonlag nem az 1886. XXI. t.-c., hanem a törvény újabb rendelkezéséig a fennálló törvényes gyakorlat szerint intéztetnek. Irányadó jelesül a minisztertanács határozata alapján a m. kir. belügyminiszternek 1872 április 27. kelt rendeletével helybenhagyott statutum, amelynek teljes címe: Fiume szabad város és kerületének statutma (Statuto della libera citta di Fiume e del suo distretto).

### Vármegyei törvényhatóságok
- - Abaúj-Torna,
  - Alsó-Fehér,
  - Arad,
  - Árva,
  - Bács-Bodrog,
  - Baranya,
  - Bars,
  - Békés,
  - Bereg,
  - Beszterce-Naszód,
  - Bihar,
  - Borsod,
  - Brassó,
  - Csanád,
  - Csík,
  - Csongrád
  - Esztergom,
  - Fejér,
  - Fogaras,
  - Gömör és Kis-Hont,
  - Győr,
  - Hajdu,
  - Háromszék,
  - Heves,
  - Hont,
  - Hunyad,
  - Jász-Nagykun-Szolnok,
  - Kis-Küküllő,
  - Kolozs,
  - Komárom,
  - Krassó-Szörény,
  - Liptó,
  - Máramaros,
  - Maros-Torda,
  - Moson,
  - Nagy-Küküllő,
  - Nógrád,
  - Nyitra,
  - Pest-Pilis-Solt-Kiskun,
  - Pozsony,
  - Sáros,
  - Somogy,
  - Sopron,
  - Szabolcs,
  - Szatmár,
  - Szeben,
  - Szepes,
  - Szilágy,
  - Szolnok-Doboka,
  - Temes,
  - Tolna,
  - Torda-Aranyos,
  - Torontál,
  - Trencsén,
  - Turóc,
  - Udvarhely,
  - Ugocsa,
  - Ung,
  - Vas,
  - Veszprém,
  - Zala,
  - Zemplén,
  - Zólyom;

### Törvényhatósági joggal felruházott városok
- - Arad (szab. kir.),
  - Baja,
  - Debrecen (szab. kir.),
  - Győr (szab. kir.),
  - Hódmező-Vásárhely,
  - Kassa (szab. kir.),
  - Kecskemét,
  - Kolozsvár (szab. kir.),
  - Komárom (szab. kir.),
  - Marosvásárhely (szab. kir.),
  - Nagyvárad,
  - Pancsova,
  - Pécs (szab. kir.),
  - Pozsony (szab. kir.),
  - Selmec- és Bélabánya (szab. kir.),
  - Sopron (szab. kir.),
  - Szabadka (szab. kir.),
  - Szatmár-Németi (szab. kir.),
  - Szeged (szab. kir.),
  - Székesfejérvár (szab. kir.),
  - Temesvár (szab. kir.),
  - Újvidék (szab. kir.),
  - Versec,
  - Zombor (szab. kir.).

A törvényhatóságoknak összes száma 89.
A törvényhatóságok mint önkormányzati joggal felruházott testületek gyakorolták a törvény korlátai között:
- a) az önkormányzatot;
- b) az állami közigazgatás közvetítését és
- c) egyéb közérdekü, sőt országos ügyekkel is foglalkozhatnak, azokat megvitathatják, azokra nézve megállapodásaikat kifejezhetik, egymással és a kormánnyal közölhetik és kérvény alakjában a törvényhozás bármelyik házához közvetetlenül felterjeszthetik. A felterjesztésnek ez a joga Budapest székes fővárost is kétségtelenül éppen ily terjedelemben megilleti, jóllehet a szervezeti törvény nem a törvényhozás bármelyik házát, hanem csak a képviselőházat említi.

Önkormányzati jogánál fogva a törvényhatóság:
- a) saját belügyeiben önállólag intézkedik, határoz és szabályrendeleteket alkot;
- b) határozatait és a szabályrendeleteit saját közegei által végrehajtatja;
- c) tisztviselőit választja;
- d) az önkormányzat és közigazgatás költségeit megállapítja és a fedezetről gondoskodik és pedig a megyei T. a megyék háztartásáról szóló 1883. XV. t.-c., a városi T. pedig a községi törvény (1886. XXII. t.-c. rendelkezései szerint);
- e) a kormánnyal közvetetlenül érintkezik. Fiume szabály szerint a kormányzó közvetítésével levelez a kormánnyal, de a közvetetlen érintkezés jogát részére is a Statutum biztosítja.